# Sunderland Association Football Club
El Sunderland Association Football Club és un club de futbol anglès, de la ciutat de Sunderland a Tyne i Wear.

## Història
Fundat l'octubre de 1879 amb el nom de Sunderland & District Teacher's Association Football Club, el següent any adoptà l'actual nom. El primer camp fou el Blue House Field a Hendon. Més tard jugà a Ashbrooke i a Roker Park. El 1884 guanyà el seu primer trofeu, la Durham Senior Cup. El 1884 el club quasi desaparegué quan, a causa d'una molt elevada incorporació de jugadors escocesos, un grup deixà el club i formà el Sunderland Albion. Malgrat tot, finalment el club que emergí a la ciutat fou el Sunderland AFC. El 1890 la Football League escollí al Sunderland per reemplaçar l'Stoke City a la lliga.
L'equip romangué a la màxima divisió anglesa durant 68 anys, un gran rècord recentment superat per l'Arsenal FC. Durant el període que comprengué el final del segle xix i l'inici del XX fou un dels millors equips anglesos. Fou el primer club que aconseguí guanyar tres títols de lliga (1892, 1893 i 1895) i va rebre el sobrenom de "l'equip de tots els talents". El 1898 construí l'estadi de Roker Park amb capacitat per a 30.000 espectadors. Des del 1997 juga al modern Stadium of Light (Estadi de la Llum).
El club ha mantingut històricament una gran rivalitat amb els seus veïns del Newcastle United Football Club des del primer derbi jugat el 1898, disputant entre ells el conegut com a Derbi Tyne i Wear.

## Estadis
- 1879-1882 - Blue House Field, Hendon
- 1882-1883 - Groves Field, Ashbrooke
- 1883-1884 - Horatio Street
- 1884-1886 - Abbs Field, Fulwell
- 1886-1898 - Newcastle Road
- 1898-1997 - Roker Park
- 1997-avui - Stadium of Light

## Colors
El Sunderland AFC vesteix samarreta vermella i blanca a ratlles verticals i pantaló negre.

## Palmarès
- 6 Lligues angleses: 1891-92, 1892-93, 1894-95, 1901-02, 1912-13, 1935-36
- 2 Copes angleses: 1936-37, 1972-73
- 5 Lligues angleses de Segona Divisió: 1975-76, 1995-96, 1998-99, 2004-05, 2006-07
- 1 Football League Trophy: 2020-21
- 1 Lliga anglesa de Tercera Divisió: 1987-88
- 1 Community Shield: 1936
- 1 Sheriff of London Charity Shield: 1903

## Jugadors

### Plantilla 2025-26
A 6 agost 2025
| N. | Pos. | Nac. | Jugador           |
| -- | ---- | --- | ----------------- |
| 1  | POR  | [[Fitxer:Flag of England.svg\|23x15px\|border \|alt=Anglaterra\|link=Selecció de futbol d'Anglaterra\|{{#if:\|]]                | Anthony Patterson |
| 2  | DEF  | [[Fitxer:Flag of Wales 2.svg\|23x15px\|border \|alt=Gal·les\|link=Selecció de futbol de Gal·les\|{{#if:\|]]                     | Niall Huggins     |
| 3  | DEF  | [[Fitxer:Flag of England.svg\|23x15px\|border \|alt=Anglaterra\|link=Selecció de futbol d'Anglaterra\|{{#if:\|]]                | Dennis Cirkin     |
| 4  | MIG  | [[Fitxer:Flag of England.svg\|23x15px\|border \|alt=Anglaterra\|link=Selecció de futbol d'Anglaterra\|{{#if:\|]]                | Dan Neil (capità) |
| 5  | DEF  | [[Fitxer:Ulster Banner.svg\|23x15px\|border \|alt=Irlanda del Nord\|link=Selecció de futbol d'Irlanda del Nord\|{{#if:\|]]      | Daniel Ballard    |
| 6  | DEF  | [[Fitxer:Flag of France (1794–1815, 1830–1974).svg\|23x15px\|border \|alt=França\|link=Selecció de futbol de França\|{{#if:\|]] | Timothée Pembélé  |
| 7  | MIG  | [[Fitxer:Flag of Morocco.svg\|23x15px\|border \|alt=Marroc\|link=Selecció de futbol del Marroc\|{{#if:\|]]                      | Chemsdine Talbi   |
| 8  | MIG  | [[Fitxer:Flag of Ireland.svg\|23x15px\|border \|alt=Irlanda\|link=Selecció de futbol de la República d'Irlanda\|{{#if:\|]]      | Alan Browne       |
| 9  | DAV  | [[Fitxer:Flag of Portugal (official).svg\|23x15px\|border \|alt=Portugal\|link=Selecció de futbol de Portugal\|{{#if:\|]]       | Luís Semedo       |
| 10 | MIG  | [[Fitxer:Flag of England.svg\|23x15px\|border \|alt=Anglaterra\|link=Selecció de futbol d'Anglaterra\|{{#if:\|]]                | Patrick Roberts   |
| 11 | MIG  | [[Fitxer:Flag of England.svg\|23x15px\|border \|alt=Anglaterra\|link=Selecció de futbol d'Anglaterra\|{{#if:\|]]                | Chris Rigg        |
| 12 | DAV  | [[Fitxer:Flag of Spain.svg\|23x15px\|border \|alt=Espanya\|link=Selecció de futbol d'Espanya\|{{#if:\|]]                        | Eliezer Mayenda   |
| 13 | MIG  | [[Fitxer:Flag of England.svg\|23x15px\|border \|alt=Anglaterra\|link=Selecció de futbol d'Anglaterra\|{{#if:\|]]                | Luke O'Nien       |
| 14 | DAV  | [[Fitxer:Flag of England.svg\|23x15px\|border \|alt=Anglaterra\|link=Selecció de futbol d'Anglaterra\|{{#if:\|]]                | Romaine Mundle    |
| 15 | DAV  | [[Fitxer:Flag of Ukraine.svg\|23x15px\|border \|alt=Ucraïna\|link=Selecció de futbol d'Ucraïna\|{{#if:\|]]                      | Nazariy Rusyn     |
| 16 | POR  | [[Fitxer:Flag of Cameroon.svg\|23x15px\|border \|alt=Camerun\|link=Selecció de futbol del Camerun\|{{#if:\|]]                   | Blondy Nna Noukeu |
| 17 | MIG  | [[Fitxer:Flag of France (1794–1815, 1830–1974).svg\|23x15px\|border \|alt=França\|link=Selecció de futbol de França\|{{#if:\|]] | Abdoullah Ba      |
| 18 | DAV  | [[Fitxer:Flag of France (1794–1815, 1830–1974).svg\|23x15px\|border \|alt=França\|link=Selecció de futbol de França\|{{#if:\|]] | Wilson Isidor     |
| 19 | MIG  | [[Fitxer:Flag of Senegal.svg\|23x15px\|border \|alt=Senegal\|link=Selecció de futbol del Senegal\|{{#if:\|]]                    | Habib Diarra      |
| 21 | POR  | [[Fitxer:Flag of England.svg\|23x15px\|border \|alt=Anglaterra\|link=Selecció de futbol d'Anglaterra\|{{#if:\|]]                | Simon Moore       |

| N. | Pos. | Nac. | Jugador                          |
| -- | ---- | --- | -------------------------------- |
| 23 | DEF  | [[Fitxer:Flag of the Netherlands.svg\|23x15px\|border \|alt=Països Baixos\|link=Selecció de futbol dels Països Baixos\|{{#if:\|]]                                                           | Jenson Seelt                     |
| 24 | MIG  | [[Fitxer:Flag of Côte d'Ivoire.svg\|23x15px\|border \|alt=Costa d'Ivori\|link=Selecció de futbol de la Costa d'Ivori\|{{#if:\|]]                                                            | Simon Adingra                    |
| 25 | DEF  | [[Fitxer:Flag of Australia (converted).svg\|23x15px\|border \|alt=Austràlia\|link=Selecció de futbol d'Austràlia\|{{#if:\|]]                                                                | Nectarios Triantis               |
| 27 | MIG  | [[Fitxer:Flag of England.svg\|23x15px\|border \|alt=Anglaterra\|link=Selecció de futbol d'Anglaterra\|{{#if:\|]]                                                                            | Jay Matete                       |
| 28 | MIG  | [[Fitxer:Flag of France (1794–1815, 1830–1974).svg\|23x15px\|border \|alt=França\|link=Selecció de futbol de França\|{{#if:\|]]                                                             | Enzo Le Fée                      |
| 29 | DAV  | [[Fitxer:Flag of Nigeria.svg\|23x15px\|border \|alt=Nigèria\|link=Selecció de futbol de Nigèria\|{{#if:\|]]                                                                                 | Ahmed Abdullahi                  |
| 30 | MIG  | [[Fitxer:Flag of Serbia.svg\|23x15px\|border \|alt=Sèrbia\|link=Selecció de futbol de Sèrbia\|{{#if:\|]]                                                                                    | Milan Aleksić                    |
| 32 | DEF  | [[Fitxer:Ulster Banner.svg\|23x15px\|border \|alt=Irlanda del Nord\|link=Selecció de futbol d'Irlanda del Nord\|{{#if:\|]]                                                                  | Trai Hume                        |
| 33 | DEF  | [[Fitxer:Flag of Norway.svg\|23x15px\|border \|alt=Noruega\|link=Selecció de futbol de Noruega\|{{#if:\|]]                                                                                  | Leo Hjelde                       |
| 34 | MIG  | [[Fitxer:Flag of Switzerland.svg\|23x16px\|border \|alt=Suïssa\|link=Selecció de futbol de Suïssa\|{{#if:\|]]                                                                               | Granit Xhaka                     |
| 36 | MIG  | [[Fitxer:Flag of Colombia.svg\|23x15px\|border \|alt=Colòmbia\|link=Selecció de futbol de Colòmbia\|{{#if:\|]]                                                                              | Ian Poveda                       |
| 39 | MIG  | [[Fitxer:Flag of France (1794–1815, 1830–1974).svg\|23x15px\|border \|alt=França\|link=Selecció de futbol de França\|{{#if:\|]]                                                             | Pierre Ekwah                     |
| 41 | DEF  | [[Fitxer:Flag of England.svg\|23x15px\|border \|alt=Anglaterra\|link=Selecció de futbol d'Anglaterra\|{{#if:\|]]                                                                            | Zak Johnson                      |
| 42 | DEF  | [[Fitxer:Flag of England.svg\|23x15px\|border \|alt=Anglaterra\|link=Selecció de futbol d'Anglaterra\|{{#if:\|]]                                                                            | Aji Alese                        |
| 45 | DEF  | [[Fitxer:Flag of England.svg\|23x15px\|border \|alt=Anglaterra\|link=Selecció de futbol d'Anglaterra\|{{#if:\|]]                                                                            | Joe Anderson                     |
| 50 | MIG  | [[Fitxer:Flag of England.svg\|23x15px\|border \|alt=Anglaterra\|link=Selecció de futbol d'Anglaterra\|{{#if:\|]]                                                                            | Harrison Jones                   |
| —  | POR  | [[Fitxer:Flag of the Netherlands.svg\|23x15px\|border \|alt=Països Baixos\|link=Selecció de futbol dels Països Baixos\|{{#if:\|]]                                                           | Robin Roefs                      |
| —  | DEF  | [[Fitxer:Flag of Mozambique.svg\|23x15px\|border \|alt=Moçambic\|link=Selecció de futbol de Moçambic\|{{#if:\|]]                                                                            | Reinildo Mandava                 |
| —  | MIG  | [[Fitxer:Flag of the Democratic Republic of the Congo.svg\|23x15px\|border \|alt=República Democràtica del Congo\|link=Selecció de futbol de la República Democràtica del Congo\|{{#if:\|]] | Noah Sadiki                      |
| —  | DAV  | [[Fitxer:Flag of Catalonia.svg\|23x15px\|border \|alt=Catalunya\|link=Selecció de futbol de Catalunya\|{{#if:\|]]                                                                           | Marc Guiu (cedit pel Chelsea FC) |

### Cedits a altres equips
| N. | Pos. | Nac. | Jugador                                                     |
| -- | ---- | --- | ----------------------------------------------------------- |
| 22 | MIG  | [[Fitxer:Flag of France (1794–1815, 1830–1974).svg\|23x15px\|border \|alt=França\|link=Selecció de futbol de França\|{{#if:\|]] | Adil Aouchiche (a l'Aberdeen FC fins al 30 de juny de 2026) |

## Jugadors històrics destacats
Categoria principal: Futbolistes del Sunderland AFC
- Márton Fülöp
- Billy Bingham (1950)
- Len Ashurst
- Don Revie (1956)
- Charlie Hurley (1957)
- Brian Clough (1961)
- Jim Baxter (1965)
- Ian Porterfield (1967)
- Dave Watson (1970)
- Gary Rowell (1972)
- George Burley
- Jimmy Montgomery
- Barry Venison
- Sam Allardyce
- Ally McCoist (1981)
- Marco Gabbiadini (1987)
- Stefan Schwarz
- Niall Quinn (1996)
- Chris Waddle (1997)
- Kevin Phillips (1997)
- Thomas Sørensen (1998)
- Kevin Kilbane (1999)
- Don Hutchison (2000)
- Julio Arca (2000)
- Claudio Reyna (2001)
- Mart Poom (2002)
- Dwight Yorke (2006)